# Pyne-Gletscher
Der Pyne-Gletscher ist ein Gletscher im ostantarktischen Viktorialand. In der Gonville and Caius Range fließt er östlich des Robson-Gletschers in nördlicher Richtung und mündet südwestlich von The Flatiron in den Mackay-Gletscher.
Das Advisory Committee on Antarctic Names benannte ihn 2000 nach Alexander Richard Pyne (* 1956) von der Victoria University of Wellington, der ab 1977 an unterschiedlichen geologischen und glaziologischen Arbeiten in Antarktika beteiligt war.